# Биттова, Ива
И́ва Би́ттова (чеш. Iva Bittová; р. 22 июля 1958) — чешская авангардная скрипачка, певица и композитор. Начала свою карьеру в середине 70-х, снявшись в нескольких чешских фильмах, но впоследствии переключилась на музыку (в начале 80-х). Она начала записываться в 1986 году, и уже к 90-му её уникальный голос и владение инструментом принесли ей международное признание. Теперь она регулярно выступает по всей Европе, США и Японии.
В дополнение к музыкальной карьере Ива изредка продолжает сниматься в художественных фильмах. Последняя её роль на данный момент — роль Зины в чешско-словацкой киноленте «Желяры» (2003).

## Биография
Родилась 22 июля 1958 года в городе Брунталь, в бывшей Чехословацкой Республике. Средней из трёх дочерей, она росла в музыкальной семье: отец — Коломан Битто, был знаменитым музыкантом-мультиинструменталистом с юга Словакии (играл на гитаре, трубе, венгерских цимбалах и контрабасе в ансамблях исполняющих народную и академическую музыку), и мать — Людмила Битто, певица, выступавшая с профессиональными группами. Ребёнком Ива брала уроки балета и игры на скрипке в городе Опава, а также играла детские роли в Силезском Театре Зденека Нейедлы (Zdeněk Nejedlý). В 1971 году её семья переезжает в Брно, она бросает музыку в пользу драмы и учится в консерватории города Брно. В следующие десять лет Биттова работает как актриса, появляется в нескольких чешских художественных фильмах и местных телевизионных и радио постановках.
В начале 80-х, Биттова возвращается к музыке и изучает скрипку под руководством Рудольфа Штястного (Rudolf Šťastný), профессора Академии имени Леоша Яначека в Брно. В процессе обучения в драматическом колледже Ива получила вокальную подготовку и быстро развила уникальный способ пения и игры на скрипке. В 1985 году она сотрудничает с перкуссионистом Павелом Файтом (Pavel Fajt) из чешской рок-группы Dunaj, результатом этого сотрудничества стал альбом Bittová + Fajt, сплав рок-музыки и влияниями славянской и цыганской народной музыки. После она записала несколько сольных мини-альбомов (EP; 1986) и несколько лет выступала в качестве вокалистки с группой Dunaj. Крупный прорыв произошёл в 1987 году, когда она и Файт записали второй совместный альбом Svatba, который был издан на международном уровне лейблом Review Records. Это привлекло внимание английского перкуссиониста Криса Катлера (Chris Cutler, ex-Henry Cow), который переиздал первый соло альбом дуэта. Так же дуэт привлек внимание английского гитариста и экс участника группы Henry Cow Фреда Фрита (Fred Frith), который показал молодых музыкантов в документальном фильме «Шагни через границу» (Step Across The Border, 1990), что позволило дуэту показать себя более широкой аудитории и выступить за пределами Восточной Европы.
Первый полноценный соло альбом Биттова записала в 1991 году (Iva Bittová), за ним последовало первое американское издание — River of Milk. В 1997 году она начинает исследовать классическую музыку, даёт тематические концерты и записывает альбом скрипичных дуэтов композитора Белы Бартока с Доротеей Келлеровой (Dorothea Kellerová). Сотрудничество с гитаристом Владимиром Вацлавеком (Vladimír Václavek) выльется в запись двойного альбома Bílé Inferno (1997). Успех этого проекта позволил Биттовой и Вацлавеку организовать Čikori — ассоциацию музыкантов, вовлечённых в импровизационную музыку.
Биттова сотрудничала с многими авангардными (и не только) музыкантами: Фред Фрит, Крис Катлер, Том Кора, Дон Байрон, Хамид Дрейк, Bang On A Can All Stars, Владимир Годар, Škampa Quartet, Nederlsands Blazers Ensemble, Билл Фризелл, Бобби МакФеррин, Марк Рибо, Дэвид Мосс, Джордж Мрац, Фил Милтон и многими другими.

## Музыка Ивы Биттовой
Музыка Биттовой — изначально смесь восточно-европейского фольклора и рок-музыки, но чем дальше, тем сложнее и разнообразнее становится её музыка. Помимо фолк- и рок-музыки, чувствуются влияния академического минимализма, джаза, импровизационной музыки, что привносит особый колорит, но главное — наличие неповторимого музыкального языка. Сама Ива описывает свою музыку как «моя персональная фолк-музыка» («my own personal folk music»).
Её техника игры на скрипке совмещает в себе как игру смычком, так и пицикатто, также играет на скрипке как на банджо. Манера пения совмещает в себе как традиционное, так и более абстрактное, например, подражание пению птиц или глубокое горловое пение, вплоть до простого шума. В своих выступлениях Ива часто импровизирует, используя как скрипку и голос, так и своё тело, основываясь на собственном театральном мастерстве.

## Дискография

### Сольные альбомы
- Iva Bittová (EP, Panton, 1986)
- Balada pro Banditu (EP, Panton, 1986)
- Iva Bittová (LP, Pavian, 1991)
- River of Milk (CD, EVA Records, 1991)
- Ne, Nehledej (CD, BMG, 1994)
- Kolednice (CD, BMG, 1995)
- Divná Slečinka (CD, BMG, 1996)
- Solo (CD, Nonesuch Records, 1997)

### Коллаборации
С Павлом Файтом (Pavel Fajt)
- Bittová + Fajt (LP, Panton, 1985)
- Svatba (The Wedding) (LP, Review Records, 1987)

С чешской рок группой Dunaj
- Dunaj a Iva Bittová (LP, Panton, 1989)
- Pustit Musíš (CD, Rachot Behemot, 1996)

С Доротеей Келлеровой (Dorothea Kellerová)
- Béla Bartók: 44 Duets for Two Violins (CD, Rachot Behemot, 1997)

С Владимиром Вацлавеком (Vladimír Václavek)
- Bílé Inferno (2xCD, Indies Records, 1997)

C Škampa Quartet
- Classic (CD, Supraphon, 1998)
- Leoš Janáček: Moravian folk poetry in songs (CD, Supraphon, 2004)

С Netherlands Blazers Ensemble
- Dance of the Vampires (CD, N.W.E., 2000)

С Андреасом Крёпером (Andreas Kröper)
- Echoes (CD, Supraphon, 2001)

С группой Čikori
- Čikori (CD, Indies Records, 2001)

C DJ Javas
- The Party (CD, Indies Records, 2004)

С композитором Владимиром Годаром (Vladimír Godár)
- Mater (CD, ECM, 2006)

С ассоциацией современных композиторов Bang on a Can
- Elida (CD, Indies Records, 2006)

С Сусуму Йокота (Susumu Yokota)
- Wonder Waltz (CD, Skintone(Japan), 2006)

С музыкантами Джорджем Мрацем (George Mraz), Эмилем Виклицким (Emil Viklický) и Лало Троппом (Lalo Tropp)
- Moravian Gems (CD, Cube Metier, 2007)

## Фильмография
- 1976 — Розовы сны (Ružové sny)
- 1976 — Остров Серебряных Цапель (Die Insel der Silberreiher)
- 1977 — «Jak se budí princezny»
- 1978 — Баллада о Бандите (Balada pro Banditu)
- 1983 — «Únos Moravanky»
- 1988 — «Mikola a Mikolko»
- 1991 — «Нежность» (Něha)
- 1995 — «Step Across the Border» Реж. Николас Гумберт и Вернер Пенцель[фр.][1]
- 2000 — Человек, который плакал (The Man Who Cried; исполнение песни за Кристину Риччи)
- 2003 — Желяры (Želary)
- 2007 — Печаль маленькой девочки (Tajnosti)